# 嶺南師範學院
岭南师范学院（英語：Lingnan Normal University），简称岭师，位于广东省湛江市，是一所具有百年师范教育历史的广东省属本科师范院校，广东省普通本科转型试点高校，广东省大学生创新创业教育示范学校，广东省特殊教育教师发展联盟成员，其历史可追溯到1636年成立的「雷陽書院」。1991年12月30日，由「雷州师范专科学校」升格为「湛江师范学院」。后于2014年4月，更名为「岭南师范学院」。

## 历史沿革
明崇祯九年（公元1636年），于雷州府海康城，创建雷阳书院，为广东六大书院之一，与广雅、端溪、粤秀、越华、羊城书院齐名，乃是当时雷州半岛最大的官办学府书院；

清光绪二十八年（公元1902年），改建雷州中学堂；

1913年，民国三年，雷州府海康城，改立雷州中学校；

1926年，民国十五年，改立广东省立第十中学；

1935年，民国二十四年秋，于海康（今雷州）组建广东省立雷州师范学校；

1954年，粤西行署决定，雷州师范学校迁往湛江市赤坎寸金岭（又称燕留岭、燕岭）现址，同时与迁来的遂溪师范（简易师范）合并；

1958年，湛江师范专科学校于湛江寸金路开始创立，并于1962年后，该专科学校成立为湛江地区进修学校；

1968年，广东省立雷州师范学校改建为湛江地区雷州师范学校；

1978年12月，由湛江地区雷州师范学校与湛江地区进修学校共同组建为雷州师范专科学校（简称“雷州师专”），定址湛江寸金路；

1991年12月30日，经国家教委批准，雷州师范专科学校升格为湛江师范学院；

1992年7月14日，湛江师范学院正式挂牌成立；

1996年，获得学士学位授予权；

2010年，被列为广东省新增硕士学位授权立项建设单位；

2014年，经教育部批准，更名为岭南师范学院。

## 概况
学校位于湛江赤坎区西侧，校园西南角与寸金桥公园相接，西北紧邻文章村，南毗瑞云湖公园，共占地面积近1000亩。

2019年8月27日，据湛江市政府发布《关于岭南师范学院新校区（湖光校区）建设项目（首期）建议书的批复》意见，岭南师范学校正式开展新校区（湖光校区）建设，
新校区建设地点位于湛江教育基地二期，东至乌石路，西至环湖路，南至教育四路，北至西环路，计划于2021年8月底完成。
学校设有18个二级学院，建有省优势重点学科2个（教育学、化学）、省特色重点学科4个（课程与教学论、高分子化学与物理、汉语言文字学、材料物理与化学）,校级攀峰学科3个、优势学科6个、特色学科3个以及校院共建学科8个。

现有本科专业67个（其中师范类专业33个），涵盖经济学、法学、教育学、文学、史学、理学、工学、农学、管理学和艺术学等10个学科门类；拥有国家级特色专业2个（汉语言文学和化学）、省级特色专业6个。

师范专业涵盖基础教育、职业教育、学前教育和特殊教育等培养类别。

## 教研单位
教学单位

- 文学与传媒学院
- 法政学院
- 外国语学院
- 教育科学学院
- 电子与电气工程学院
- 计算机与智能教育学院
- 数学与统计学院
- 物理科学与技术学院
- 机电工程学院
- 化学化工学院
- 生命科学与技术学院
- 商学院
- 体育科学学院
- 美术与设计学院
- 音乐与舞蹈学院
- 马克思主义学院
- 基础教育学院

研究单位
- 校级研究院
- 二级研究所：

心理传记学与生命叙事研究所 
- 教育研究院
- 新材料研究院
- 岭南文化研究院

## 教学成果
国家级基地（2个）：
- 全国重点建设职业教育师资培养培训基地
- 全国社会工作专业人才培养基地

省级师培基地（4个）：
- 中小学教师
- 职业教育师资
- 幼儿园园长
- 学前教育师资

省级决策咨询研究基地(1个):
- 中国－东盟教育文化发展研究中心

广东省普通高校哲学社会科学重点实验室(1个)：
- 特殊儿童心理评估与康复重点实验室

广东省普通高校重点实验室(1个)：
- 广东省清洁能源材料化学普通高校重点实验室

省级工程技术研究中心(8个)：
- 广东省热带特色资源植物开发工程技术研究中心
- 广东省粤西资源化工工程技术研究中心
- 广东省粤西海鲜资源可持续利用工程技术研究中心
- 广东省辣木资源开发与利用工程技术研究中心
- 广东省粤西特色生物制品工程技术研究中心
- 广东省粤西地区太阳能特色利用工程技术研究中心
- 广东省清洁能源材料化学工程技术研究中心
- 广东省粤西机电产品设计与制造工程技术研究中心

省级协同创新中心(1个)：
- 粤台教师教育协同创新发展中心

省高校工程技术开发中心(3个)：
- 广东高校新材料工程技术开发中心
- 广东高校热带边缘特色植物资源工程技术开发中心
- 广东高校数字化学习工程技术开发中心

广东省高校重点提升平台(1个)：
- 广东高校新型光电功能材料研究开发中心

广东高校人文社科重点研究基地(1个)：
- 粤西教师教育研究中心

广东省现代农业科技创新中心(1个)：
- 广东省热带特色资源植物科技创新中心

广东高校国际联合实验室(1个)：
- 岭南师范学院与香港城市大学先进薄膜材料联合实验室

广东省实践科学发展观研究基地(1个)：
- 城乡协调发展研究基地

湛江市重点实验室(4个)
校级研究机构(3个)：
- 教育研究院
- 新材料研究院
- 岭南文化研究院

## 交通信息
公交车站名：
- 岭南师院

公交车途经线路：
- 1路、2路、6路、11路、12路、13路、16路、22路、23路、25路、33路、56路、73A路、73B路、807路
- 火车西站专线
- 旅游观光双层巴士

## 相关文献
1. ↑  .   [2015-03-27]. （原始内容存档于2015-04-02）.
2. 1 2  .   [2020-03-11]. （原始内容存档于2022-06-11）.
3. ↑  . 中华人民共和国教育部. 2014-04-24 [2014-04-21成文]  [2018-05-18]. （原始内容存档于2020-02-19）.
4. ↑  .   [2018-05-24]. （原始内容存档于2018-06-21）.
5. ↑  .[永久]
6. ↑  .   [2018-05-24]. （原始内容存档于2018-05-24）.
7. ↑  .   [2018-05-24]. （原始内容存档于2019-11-05）.